# Związek Trojnicki
Związek Trojnicki – konspiracyjna organizacja polskiej młodzieży studenckiej, założona w 1857 na uniwersytecie w Kijowie przez Narcyza Jankowskiego.
Powstała po przegranej przez Imperium Rosyjskie wojnie krymskiej, na fali liberalizacji, która zaczęła obejmować imperium rosyjskie. Jej nazwa nawiązywała do 3 prowincji zabranych: Wołynia, Podola i Ukrainy. Głosiła potrzebę przeprowadzenia uwłaszczenia chłopów i odbudowy państwa polskiego w granicach z 1772.
Jej przywódcami byli: Włodzimierz Antonowicz, Stefan Bobrowski, Leon Głowacki i Włodzimierz Milowicz. Związek Trojnicki nawiązał kontakt z Kołem Oficerskim Zygmunta Sierakowskiego w Petersburgu, biorąc udział w przygotowaniach do wybuchu powstania styczniowego.